# Collocalia neglecta
Espèce
Collocalia neglecta est une espèce d'oiseaux de la famille des Apodidae.

## Répartition
Cette espèce se rencontre en Indonésie à Alor, à Wetar, à Damer, aux îles Tanimbar, à Savu, à Rote et au Timor occidental et au Timor oriental,.

## Liste des sous-espèces
Selon la classification de référence du Congrès ornithologique international (version 7.3, 2017), cet oiseau est représenté par deux sous-espèces :
- Collocalia neglecta neglecta (Gray, 1866) ;
- Collocalia neglecta perneglecta (Mayr, 1944).

## Systématique et taxinomie
Cette espèce jusqu'en 2017 était considérée comme une sous-espèce de Collocalia esculenta.